# 佐藤倫子 (写真家)
佐藤 倫子（さとう みちこ）は、写真家。
東京都出身。東京工芸大学短期大学部写真技術科卒。株式会社資生堂宣伝部を経て株式会社資生堂宣伝部写真製作部に入社。退社後、フリーランスに。
広告写真から作家に転向。佐藤独自のオリジナリティな構図でその世界観を切り抜くクリエイティブスナップ作品を
都内中心に個展・グループ展を開催、創作を続ける。
2018年個展ではAI(人工知能）を取り入れた最新のテクノロジーを駆使した写真展を東大名誉教授、コンピューター・アーキテクト
坂村健氏総合プロデュースで開催。2021年3月に銀座5丁目THEGINZASPACE、銀座8丁目吉井画廊で個展「creative snap」同時開催。

## 主要活動
2006年   青山カミネット『RINGO II』個展
2009年   Deco's Dog Cafe 田園茶房 『CROPPINGS』個展
2013年 『HOPSCOTCHINGS』個展 オリンパスギャラリー東京／大阪 ギャラリージャッド 熊
　　　　  DGSM Print 『７人の写真家 』展 Vol.Ⅱ
2014年  銀座フォト・プロムナード展 『TOKIO ☆』個展
　　　　 ヒルトン東京B1 ヒルトピア アートスクエア 『JPCO Gallery 2014』展
　　　　 韓国光州 『国際女性美術祭』
　　　　 リコーイメージングスクエア新宿　『PENTAX 645Z 華麗なる世界』展
　　　　 恵比寿ガーデンプレイス開業20周年 記念写真展『 My YEBYSU STYLE 』プロディース&写真展示
2015年  EIZO ガレリア銀座 『 SG 50☆ 』個展
　　　　 リコーイメージングスクエア新宿(ペンタックスフォーラム) ギャラリーI&II『 TSU-BU [粒子] 』個展
2016年  東京大学本郷キャンパス 坂村健教授によるプロディース『 知のフラグメンツ 』個展
     　　   銀座/名古屋 フォト・プロムナード展 『Vietnamese color ★ 2016』個展
2018年  ピクトリコショップ＆ギャラリー表参道『CAMBO』個展
　　　　 ニコンTHE GALLERY新宿『 MICHIKO2018ワタシテキ 』個展
　　　　 ニコンTHE GALLERY大阪『 MICHIKO2018ワタシテキ 』個展
2019年  瞳 x 写音~写真家山岸伸と佐藤倫子が写す、アーティスト新倉瞳~ 白寿ホール
     　　   医療法人 きむら内科クリニック内写真展示 『 nice!nice!nice! 』
2020年  ピクトリコショップ＆ギャラリー表参道『no rain no rainbow』個展
2021年  銀座5丁目THE GINZA SPACE ・銀座7丁目吉井画廊同時開催『creative snap』個展

## 主な写真集
2014年『 hopscotchings 』桜花出版
2016年『 知のフラグメンツ 』パーソナルメディア出版
2018年『 MICHIKO2018ワタシテキ 』パーソナルメディア出版
2020年『no rain no rainbow』

## 受賞歴
2014年　IPA2014 USA (International Photography Awards 2014)『Passion
　　　　  Cityscapes Pro / Other_ARC Pro / Abstract Pro 3部門、受賞。
MOSCOW INTERNATIONAL FOTO AWARDS 2014 CItyscapes 受賞
2015年  IPA2015 USA (International Photography Awards 2015
『instinct』 Fine Art:Abstract Pro／Special:Other Pro２部門、受賞。